# 타지리 요시히로
타지리 요시히로(일본어: 田尻義博/Yoshihiro Tajiri, 1970년 9월 29일 ~ )는 일본의 프로레슬링선수다. 1994년 프로레슬링에 입문을 해 2001년 WWE에 데뷔하였다. 2001년부터 2003년에는 스맥다운에서 2004년부터 2005년까지 WWE raw에서 활동하였고 현재는 신일본 프로레슬링으로 활동중이다. 그는 프로레슬링 말고도 케인의 남자와 녹즙맨으로도 유명하다. 타지리(Tajiri)라는 링네임이 있다. 피니쉬는 킥 오브 데스, 그린 미스트, 타란툴라가 있다. 타란툴라는 로프를 사용하여 시전하는 반칙 기술이기에 5초라는 시간 제한이 있다. 그리고 대한민국의 인터넷 방송인 케인의 밈이 된 프로레슬링 선수이기도 하다.

## 수상

### WWE
- WWE 월드 태그팀 챔피언 (구 버전) 1회
- WWE 태그팀 챔피언 (구 버전) 1회
- WCW 유나이티드 스테이츠 챔피언 1회
- WWE 크루져웨이트 챔피언 (구 버전) 3회
- WWE 라이트 헤비웨이트 챔피언 1회

### ECW
- ECW 월드 텔레비전 챔피언 1회
- ECW 월드 태그팀 챔피언 1회